# Ulsteri Konzervatívok és Unionisták
Az Ulsteri Konzervatívok és Unionisták (angolul: Ulster Conservatives and Unionists) az Egyesült Királyság Konzervatív Pártjának észak-írországi tagozata. A párt a szavazatok 0,3%-át szerezte meg a 2017-es Észak-írországi önkormányzati választásokon, és 0,7%-ot a 2019-es brit parlamenti választásokon.
2009-ben a párt választási szövetséget kötött az Ulsteri Unionista Párttal (UUP), amelynek értelmében a két párt közös jelöltet állított az alsóházi és az Európai Parlament választására az "Ulster Konzervatívok és Unionisták - Új Erő" zászlaja alatt. A szakirodalom és a 2009-es európai parlamenti választások honlapja a "konzervatívok és unionisták" nevet használta a hivatalos elnevezésük helyett. A szövetség a 2010 -es brit választások után szűnt meg.